# Omni San Francisco Hotel
El Hotel Omni San Francisco, anteriormente el Edificio del Centro Financiero, ubicado en la esquina de las calles Montgomery y California del Distrito Financiero de San Francisco, data de 1927, cuando fue construido como banco.
Fue construido sobre el edificio Parrott, un edificio de tres pisos erigido en 1851 por John Parott, uno de los primeros colonos de San Francisco que edificio fue demolido en 1926 para dar cabida a la construcción de la actual torre de gran altura. La demolición provocó una búsqueda del tesoro debido a los rumores de que los primeros colonos habían enterrado doblones mexicanos, pepitas de oro, joyas y títulos de propiedad en la propiedad.
Se construyó un nuevo edificio de estructura de acero de 15 pisos en el sitio y la construcción se completó en enero de 1927. fue diseñado por el arquitecto Frederick H. Meyer y Albin R. Johnson. incluía elementos de diseño renacentista florentino y románico richardsoniano . La fachada presentaba piedra fundida rústica en los primeros cinco pisos, una fachada de ladrillo rojo y pisos superiores, y una arcada de cornisa de piedra fundida en voladizo en el piso superior.
En 1956, el propietario del edificio (First Western Bank & Trust) remodeló y "modernizó" sustancialmente la base exterior del edificio, la entrada interior y el vestíbulo. Se eliminó la piedra colada en el exterior de los pisos inferiores y se reemplazó con un revestimiento de granito pulido. Las ventanas arqueadas originales del edificio también fueron reemplazadas por ventanas de escaparate rectangulares. También se quitaron los revestimientos de mármol, las molduras de las puertas y las puertas de los ascensores de bronce.
En 1997, había estado vacío durante varios años cuando fue adquirido por Omni Hotels. Los planes de Omni para convertir el edificio en un hotel se retrasaron durante varios años. En 2001 y 2002, el edificio fue renovado a un costo informado de $ 125 millones. La renovación fue diseñada por Patri Merker Architects. Los elementos de la modernización de 1956 se revirtieron para restaurar el diseño original del edificio. Se usaron dibujos originales de 1926 para restaurar la fachada de piedra y otros elementos de diseño exterior. Los pies cuadrados de la propiedad también aumentaron sustancialmente al levantar el techo y agregar una estructura de 80,000 pies cuadrados en la parte trasera.

El edificio recibió una calificación "A" de la ciudad de San Francisco, lo que indica que es de "máxima importancia" en la evaluación de edificios históricos. Es miembro de los Hoteles Históricos de América .

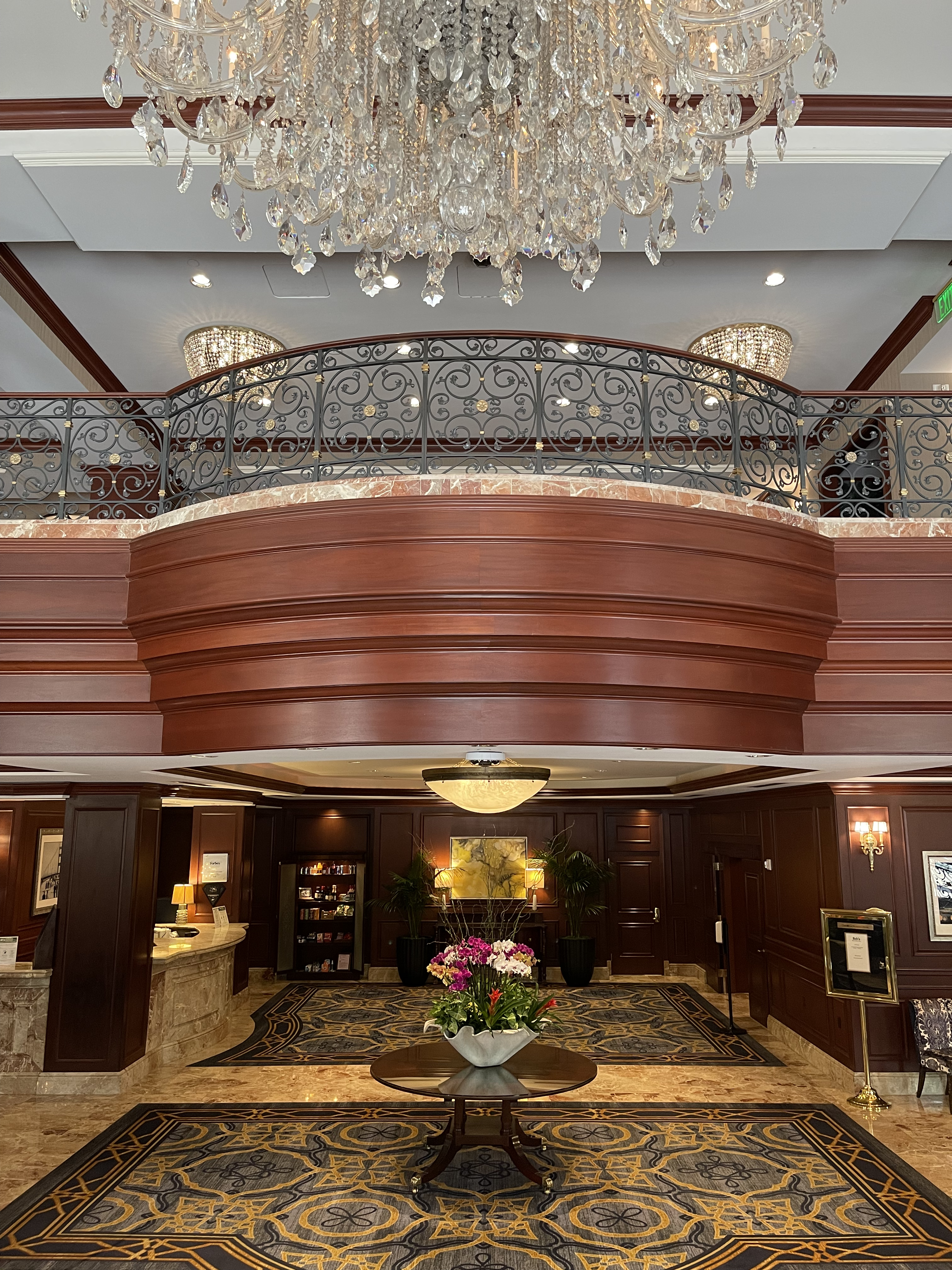
Vestíbulo en el Omni